# Espenau
Espenau – miejscowość i gmina w Niemczech, w kraju związkowym Hesja, w rejencji Kassel, w powiecie Kassel.

## Współpraca
Miejscowości partnerskie:
- Gangloffsömmern, Turyngia
- Imst, Austria (kontakt ze Stowarzyszeniem SOS Wioski Dziecięce)